# A Intrusa (telenovela)
A Intrusa é uma telenovela brasileira produzida e exibida pela Rede Tupi e apresentada de fevereiro a março de 1967, com 20 capítulos às 19h. Foi escrita e dirigida por Geraldo Vietri, baseado no romance de William Irish.
É a segunda adaptação brasileira do livro, a primeira foi em 1962, a novela era exibida duas vezes por semana.

## Sinopse
Quando Helen se infiltra em uma família milionária como Patrícia, nome de outra mulher, o seu segredo de intrusa será flagrada ao ter um caso amoroso com Bill.

## Elenco
- Dina Sfat .... Helen / Patrícia
- Hélio Souto .... Bill
- Patrícia Mayo
- José Parisi
- Maria Luiza Castelli
- Norah Fontes
- Ademir Rocha .... Hugh
- Machadinho
- Xisto Guzzi
- Áurea Campos
- Luiz Humberto